# Руф Фест Авіен
Постумій Руфій Фест Авіен (лат. Postumius Rufius Festus Avienus) — римський поет, письменник і географ IV століття, родом з Етрурії.

## Життєпис
Авіен був проконсулом у провінціях Ахая та Бетика. У творі «Опис морського узбережжя» («Ora maritima», збереглася лише перша книга) описав узбережжя Іспанії та низку племен, що населяли Піренейський півострів. Авіен використовував твори інших авторів, серед яких особливо важливим є так званий «Періпл Массаліота» VI століття до н. е., який містить відомості щодо географії та етнографії Британії, Галії, Іспанії (переважно про Тартес). Твір Авіена — головне історичне джерело з античної Іспанії. Одним із предків Руфа був відомий римський філософ-стоїк Гай Музоній Руф.
На його честь названо астероїд.